# Lingtren
Lingtren je hora vysoká 6714 m n. m. na hranici mezi Nepálem a Čínskou lidovou republikou. Leží západně od Mount Everestu, v pokračování jeho hřebene mezi horami Khumbutse (6636 m) a Pumori (7161 m).

## Prvovýstup
Na Lingtren poprvé vystoupili v roce 1935 Eric Shipton a Dan Bryant z tibetské strany.

### Reference

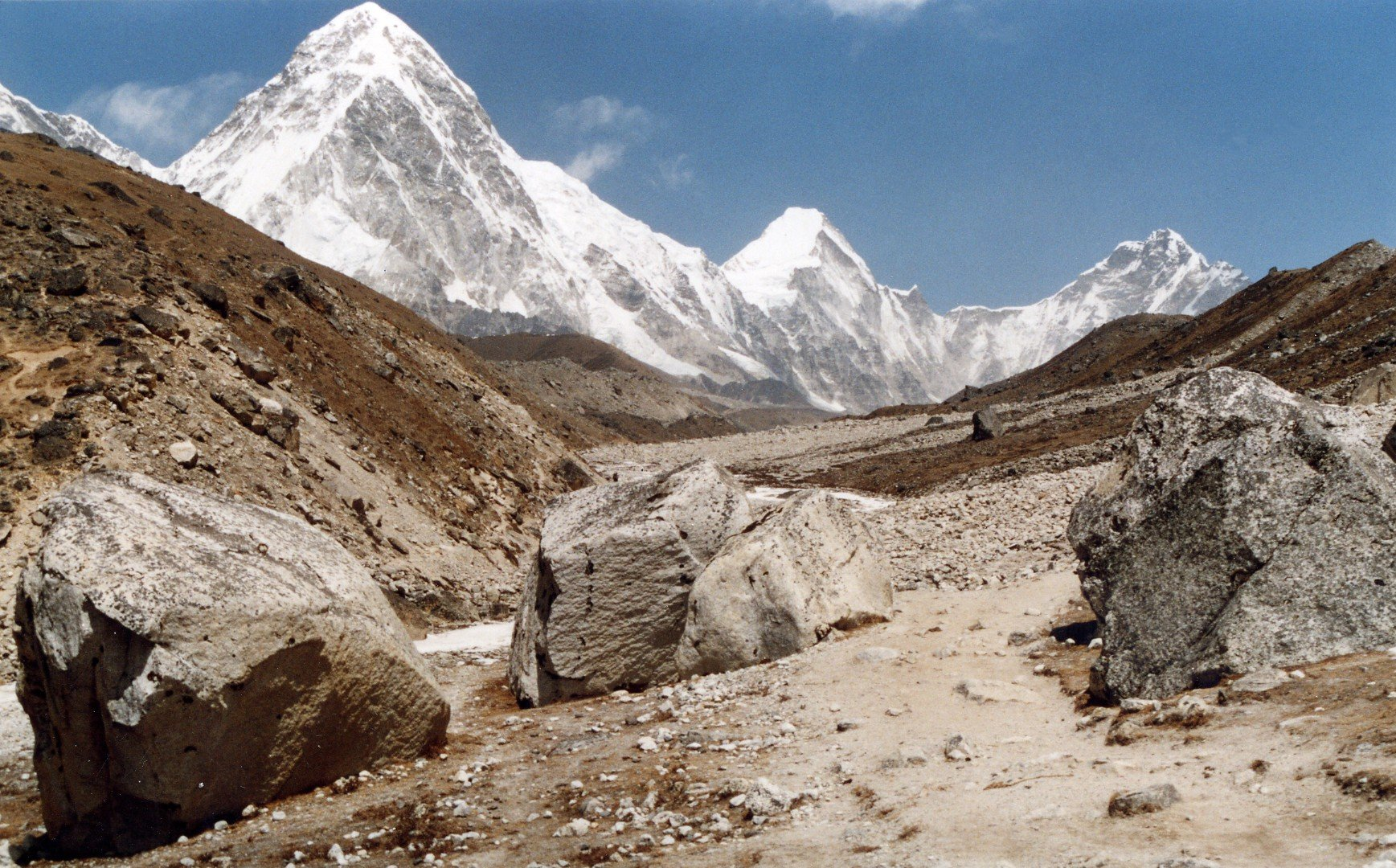
Pumori, Lingtren a Khumbutse